# Gojko Kastratović
Gojko Kastratović, (1938.), crnogorski redatelj i producent, bio je osnivač Crnogorske kinoteke. Diplomirao na Fakultetu dramskih umjetnosti u Beogradu, odsjek za filmsku i TV organizaciju. Radio je kao redatelj i direktor proizvodnje programa u TV Titograd i umjetnički direktor Avala filma u Beogradu. Osnivač je i prvi direktor Crnogorske kinoteke.

## Djela
Producent:
- Mi nismo anđeli (1992.)
- Kako je propao rokenrol (1989.)
- Zaboravljeni (1988.)
- Početni udarac (1990.)
- Goli život (1990.)
- Bolji život (1989.)
- Laibach: Pobeda pod suncem (1988.))
- Tajna manastirske rakije (1988.)
- Kuća pored pruge (1988.)

Asistent režije i režiser:
- Bitka na Neretvi (1969.)
- Veliki transport (1983.)
- Sarajevski atentant (1968.)
- Čovjek koga treba ubiti (1979.)
- Veliki transport (1983.)
- Pusta zemlja (1981.)

Režiser dokumentarnih filmova:
- Evanđelje zla (1973.)
- Sili u inat
- Jovan Tomašević
- Bitka na Neretvi

Autor TV filmova Suđenje generalu Vešoviću (2001.), Baraba (2009.)

## Vanjske poveznice
Gojko Kastratović, profil na IMDb-u